# Oxygene TV
Oxygene foi um canal de televisão paquistanês de música, estilo de vida e entretenimento, pertencente à Classic Entertainment Ltd. Sua sede estava localizada em Karachi, e foi lançado em 24 de janeiro de 2009 como um canal de música e estilo de vida. Em 4 de março de 2013, o canal foi relançado com o slogan "Let's Breathe Young" e o logotipo foi atualizado. Além de ser exibido no Paquistão, o canal também era transmitido na Bósnia e Herzegovina, Emirados Árabes Unidos e na Europa. O canal também tinha o objetivo de promover talentos emergentes, frequentemente apresentando novos artistas. Em sua última fase, o Oxygene foi relançado como o canal de música para o Bahria Town Islamabad, com o novo slogan "Kyun Ke Oxygene Zaroori Hai". No entanto, foi descontinuado em julho de 2021.